# کارل کچ

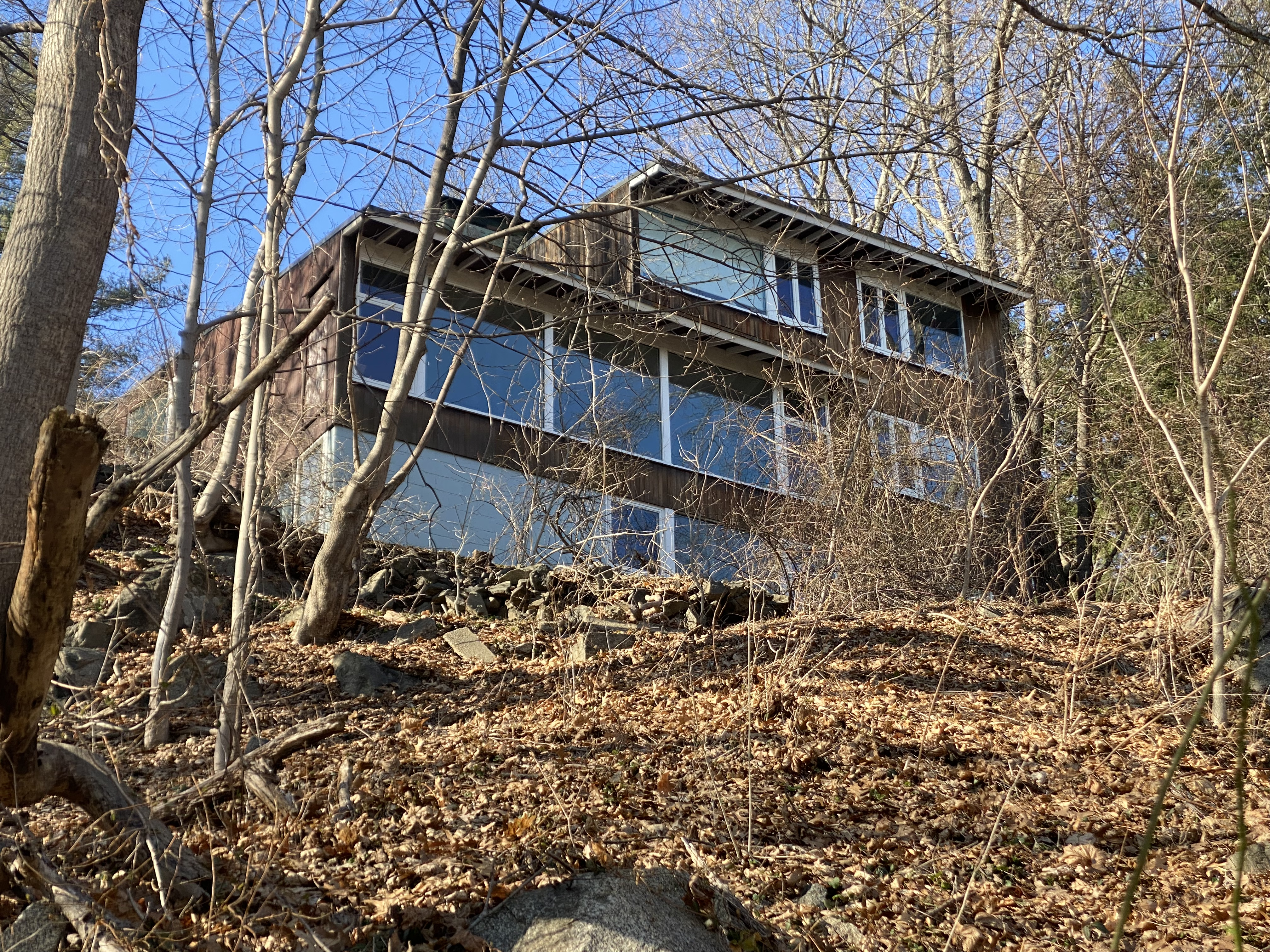
کارل کچ

کارل کچ (انگلیسی: Carl Koch؛ ۱۱ مه ۱۹۱۲ – ۳ ژوئیه ۱۹۹۸) معمار اهل ایالات متحده آمریکا بود.